# 1960 v hudbě
Tento článek obsahuje události související s hudbou, které proběhly v roce 1960.

## Narození
- 4. ledna – Michael Stipe, zpěvák skupiny R.E.M.
- 8. ledna – Dave Weckl, jazzový bubeník
- 22. ledna – Michael Hutchence, zpěvák skupiny INXS († 1997)
- 13. března – Adam Clayton, baskytarista skupiny U2
- 10. května – Bono, zpěvák skupiny U2
- 26. srpna – Branford Marsalis, jazzový hudebník
- 22. září – Joan Jett
- 25. listopadu – Amy Grant
- 20. června – John Taylor,baskytarista skupiny Duran Duran
- 26. dubna – Roger Taylor,basista skupiny Duran Duran

## Alba
Zahraniční
- Alone With Dion – Dion DiMucci
- At Newport – Muddy Waters
- Around Midnight – Julie London
- Bill Haley & The Comets – Bill Haley & His Comets
- Bill Haley's Jukebox – Bill Haley & His Comets
- Bo Diddley In The Spotlight – Bo Diddley
- Bo Diddley Is A Gunslinger – Bo Diddley
- Boss Tenor – Gene Ammons
- Broadway Playbill – The Hi-Lo's
- Ella in Berlin: Mack the Knife – Ella Fitzgerald
- Ella Fitzgerald Sings Songs from Let No Man Write My Epitaph – Ella Fitzgerald
- Elvis Is Back – Elvis Presley
- Everything Goes!!! – The Four Lads
- For the Young at Heart – Perry Como
- The Genius Hits the Road – Ray Charles
- Giant Steps – John Coltrane
- Have Guitar Will Travel – Bo Diddley
- Hello, Love – Ella Fitzgerald
- His Hand in Mine – Elvis Presley
- It's Everly Time – Everly Brothers
- Joan Baez – Joan Baez
- Julie...At Home – Julie London
- Les enfants du Pirée – Dalida
- Me And My Shadows – Cliff Richard & The Shadows
- More Songs By Ricky – Ricky Nelson
- Nice 'n' Easy – Frank Sinatra
- Show Time – Doris Day
- Sketches of Spain – Miles Davis
- String Along – The Kingston Trio
- Swingin' On the Moon – Mel Tormé
- This Is Brenda – Brenda Lee
- What Every Girl Should Know – Doris Day
- Where The Boys Are – Connie Francis
- Ella Wishes You a Swinging Christmas – Ella Fitzgerald
- Wish Upon A Star With Dion & The Belmonts – Dion DiMucci & The Belmonts
- The Incredible Jazz Guitar of Wes Montgomery – Wes Montgomery

## Hity
- domácí

- zahraniční
- Stuck on You – Elvis Presley